# Велика алијанса
Велика алијанса је била коалиција појединих европских држава коју су у различитим временима чинили Аустрија, Баварска, Бранденбург, Енглеска, Свето римско царство, Палатинат, Португал, Савоја, Саксонија, Шпанија, Шведска и Уједињене провинције. Организација је формирана као Аугзбуршка лига 1686. године а Велика алијанса је постала прикучивањем Енглеске Лиги 1689. године.
Лигу је званично основао император Леополд I као акт уперен против Вилијама III Оранског. Првобитни разлог основања лиге била је заштита Палатината од Француске. Лига се борила против Француске у Рату Велике алијансе (званом и Деветогодишњи рат ) између 1688. и 1697. године. Алијанса је потом учествовала у Рату за шпанско наслеђе. Имала је велики културни и политички утицај као један од показатеља како се европске земље могу ујединити у борби за заједничке циљеве. Крај алијансе је био изазван пре свега противљењем Енглеза да финансирају ратове у иностранству.